# 慧常在
慧常在（けいじょうざい、生没年不詳）は、清の嘉慶帝の妃嬪。姓や出自は不明。わずかに嘉慶朝の医案（診療記録）に登場するのみで、おそらく昌陵の妃園寝に葬られたと考えられる（園寝内の宝頂の数が、既知の嘉慶帝の后妃の人数と一致せず、まだ空きが残っていることから、それが慧常在ではないかと推測される）。

## 伝記資料
- 清宮医案